# Vega de la Yuca
Vega de la Yuca es una localidad peruana ubicada en el distrito de Cura Mori, perteneciente a la provincia y departamento de Piura, al norte del Perú. 

## Ubicación
Vega de la Yuca se ubica al oeste de la provincia de Piura, en el distrito de Cura Mori, en el departamento de Piura.

## Demografía
En 2017 Vega de la Yuca tenía una población de 14 habitantes.